# Parapantadenia chauvetiae
Parapantadenia chauvetiae là một loài thực vật có hoa trong họ Đại kích. Loài này được Leandri & Capuron mô tả khoa học đầu tiên năm 1972.